# IBAFワールドカップ
IBAFワールドカップ（Baseball World Cup）は、1938年から2011年まで国際野球連盟（IBAF）主催で行われていた野球の国際大会。出場選手は1994年大会まではアマチュア限定で、続く1998年大会からプロ選手の参加が解禁になって以降はマイナーリーグや日本プロ野球の選手らも出場するようになった。ただ、強豪国である日本やアメリカのナショナルチームにトッププロ選手が参加することはほとんどなく、大会は事実上のアマチュア世界一決定戦という位置づけだった。また、日本の大学野球は国内リーグを優先し参加は消極的で、社会人野球の選手が中心となってチームが編成されていた。開催頻度は時代によってまちまちだが、主に1974年以降は偶数年に、2001年からは奇数年に開催されていた。
ナショナルチームが出場するIBAFによる世界規模の野球大会は、これと1973年創設のIBAFインターコンチネンタルカップ（ワールドカップと交互に開催/2010年大会を最後に廃止）、そして1992年のバルセロナ大会から始まった夏季オリンピックの3つがあった。21世紀に入って、オリンピックでは2008年の北京大会を最後に実施種目から外され、一方でメジャーリーグベースボール主導のワールド・ベースボール・クラシック（WBC）が2006年に創設されたことから、国際大会の再編が進んだ。この結果、IBAFワールドカップは第39回大会（2011年）を最後に廃止となり、これに代わってWBCが正式にナショナルチーム世界一決定戦として認定されることになった。
またこれとは別に2015年から、IBAFの後継である世界野球ソフトボール連盟（WBSC）主催による世界大会「WBSCプレミア12」も開催されている。

## 歴史

### 草創期から連盟分裂
第1回大会は1938年8月にイギリスで、イギリスとアメリカの対抗戦 「ジョン・ムーアズ・トロフィー」（John Moores Trophy）として開催され、イギリスが4勝1敗で勝利した。翌1939年には第2回大会が「アマチュア・ワールドシリーズ」（Amateur World Series）としてキューバで行われ、イギリスに代わって中米の地元キューバとニカラグアが参加した。ここから参加国は中米諸国が中心となり、第二次世界大戦中も含め中米地域での開催が続く。
1970年の第18回大会にはイタリアとオランダが初参加し、ヨーロッパから実質的に初めての出場国が登場した。さらにその2年後、1972年の第20回大会にはアジアからの初出場国として日本も大会に参加した。だがこの第20回大会の開催国だったニカラグアで、閉会式から18日後の12月23日に大地震が発生する。これによりニカラグアに義務付けられていた国際アマチュア野球連盟（FIBA）への大会決算報告が遅れたことで、連盟内でマヌエル・ゴンザレス・ゲラ（キューバ）とカルロス・J・ガルシア（ニカラグア）の対立が先鋭化、最終的にガルシアを支持するグループがFIBAから離脱して世界アマチュア野球連盟（FEMBA）という新組織を結成し、連盟が2つに分裂することになった。1973年にはFIBAによる「アマチュア・ワールドシリーズ」とFEMBAによる「世界野球選手権」（Baseball World Championship）の2大会が行われ、FEMBAは翌1974年にも「世界野球選手権」をアメリカで開催。
2連盟の分裂状態は、FIBAに加盟しながらもFEMBA加盟諸国ともパイプを持つメキシコのミゲル・オロペサによる仲裁を経て、1976年1月に統一組織AINBA（Asociación Internacional de Béisbol Amateur/国際アマチュア野球協会 ）を設立したことで解消された。大会は「世界野球選手権」として、1978年には第25回大会がイタリアで、1980年には第26回大会が日本で、1982年には第27回大会が韓国で、というようにアメリカ州以外でも開催されるようになっていった。
1988年、10年ぶりのイタリア開催となった第30回大会から名称が「IBAFワールドカップ」に変更された。

### プロ解禁から大会廃止
1998年の第33回大会からはプロ選手にも門戸を開き、続く2001年の第34回大会からは使用するバットも金属製から木製に変わった。この大会では、日本代表に井口資仁や高橋由伸ら複数の同国プロ野球（NPB）トップ選手が名を連ねた。ただこの大会ではキューバが大会7連覇を達成し、日本は4位に終わっている。その後は日程の都合もあってNPBから選手が派遣されることはなかった。また、世界最大のプロ野球リーグであるメジャーリーグベースボール（MLB）は選手を出さず、その傘下にあるマイナーリーグからの派遣にとどまっていた。
2006年3月、MLB主導による新たな国際大会として第1回ワールド・ベースボール・クラシック（WBC）が開催された。この大会は予選を行っておらず、主催者による招待で16か国が出場。デレク・ジーター（アメリカ）やアルバート・プホルス（ドミニカ共和国）、ヨハン・サンタナ（ベネズエラ）やイチロー（日本）など、ワールドカップには出場しないメジャーリーガーが多数参加した。これがきっかけで、IBAF内で国際大会の再編が議論されることになった。2010年にはIBAF会長リカルド・フラッカリが、ワールドカップをWBCの予選として行うという案をMLBとの協議で提案する意向を表明した。ワールドカップはこの間、2009年の第38回大会で大会参加国が初めて20を超えた。
2011年10月、パナマで16か国が参加して第39回大会が行われ、オランダがキューバを下して初優勝を飾った。同年12月、アメリカ・ダラスでIBAF総会が行われ、WBCが2013年の第3回大会から予選を導入したことから、WBCをナショナルチーム世界一決定戦と正式に位置づけ、ワールドカップが廃止されることが決まった。

### 主な出場国
このIBAFワールドカップでは、キューバが最多の優勝回数を誇り、圧倒的な強さを見せていた。アジア勢の優勝は、キューバ不参加の中で行われた第27回大会（1982年）での開催国の韓国のみで、日本は16回の出場で、第27回大会（1982年）における2位が最高成績であり、優勝には届かなかった。（インターコンチネンタルカップでは2回の優勝を果たしている）ヨーロッパ勢は、第1回大会でイギリスがアメリカに勝利したのを最後に優勝から遠ざかっていたが、第39回大会（2011年）でオランダが73年ぶりの優勝をもたらした。初代王者のイギリス代表は、その2年前の2009年に行われた第38回大会において71年ぶりに大会復帰を果たしている。またアフリカ勢では、第23回大会（1974年）に南アフリカが初出場を果たしている。

## 過去の大会の成績
| 開催年 |    | 開催国           | 参加数 | Gold           | Silver               | Bronze               |
| ------ | -- | ---------------- | ------ | -------------- | -------------------- | -------------------- |
| 1938年 | 1  | イギリス         | 2      | イギリス       | アメリカ             | 該当なし             |
| 1939年 | 2  | キューバ         | 3      | キューバ       | ニカラグア           | アメリカ             |
| 1940年 | 3  | キューバ         | 7      | キューバ       | ニカラグア           | アメリカ             |
| 1941年 | 4  | キューバ         | 9      | ベネズエラ     | キューバ             | メキシコ             |
| 1942年 | 5  | キューバ         | 5      | キューバ       | ドミニカ共和国       | ベネズエラ           |
| 1943年 | 6  | キューバ         | 4      | キューバ       | メキシコ             | ドミニカ共和国       |
| 1944年 | 7  | ベネズエラ       | 8      | ベネズエラ     | メキシコ             | キューバ             |
| 1945年 | 8  | ベネズエラ       | 6      | ベネズエラ     | コロンビア           | パナマ               |
| 1947年 | 9  | コロンビア       | 9      | コロンビア     | プエルトリコ         | ニカラグア           |
| 1948年 | 10 | ニカラグア       | 8      | ドミニカ共和国 | プエルトリコ         | コロンビア           |
| 1950年 | 11 | ニカラグア       | 12     | キューバ       | ドミニカ共和国       | ベネズエラ           |
| 1951年 | 12 | メキシコ         | 11     | プエルトリコ   | ベネズエラ           | キューバ             |
| 1952年 | 13 | キューバ         | 13     | キューバ       | ドミニカ共和国       | プエルトリコ         |
| 1953年 | 14 | ベネズエラ       | 11     | キューバ       | ベネズエラ           | ニカラグア           |
| 1961年 | 15 | コスタリカ       | 10     | キューバ       | メキシコ             | ベネズエラ           |
| 1965年 | 16 | コロンビア       | 9      | コロンビア     | メキシコ             | プエルトリコ         |
| 1969年 | 17 | ドミニカ共和国   | 11     | キューバ       | アメリカ             | ドミニカ共和国       |
| 1970年 | 18 | コロンビア       | 12     | キューバ       | アメリカ             | プエルトリコ         |
| 1971年 | 19 | キューバ         | 10     | キューバ       | コロンビア           | ニカラグア           |
| 1972年 | 20 | ニカラグア       | 16     | キューバ       | アメリカ             | ニカラグア           |
| 1973年 | 21 | キューバ         | 8      | キューバ       | プエルトリコ         | ベネズエラ           |
| 1973年 | 22 | ニカラグア       | 11     | アメリカ       | ニカラグア           | プエルトリコ         |
| 1974年 | 23 | アメリカ         | 9      | アメリカ       | ニカラグア           | コロンビア           |
| 1976年 | 24 | コロンビア       | 11     | キューバ       | プエルトリコ         | 日本                 |
| 1978年 | 25 | イタリア         | 11     | キューバ       | アメリカ             | 韓国                 |
| 1980年 | 26 | 日本             | 12     | キューバ       | 韓国                 | 日本                 |
| 1982年 | 27 | 韓国             | 10     | 韓国           | 日本                 | アメリカ             |
| 1984年 | 28 | キューバ         | 13     | キューバ       | チャイニーズタイペイ | アメリカ             |
| 1986年 | 29 | オランダ         | 12     | キューバ       | 韓国                 | チャイニーズタイペイ |
| 1988年 | 30 | イタリア         | 12     | キューバ       | アメリカ             | チャイニーズタイペイ |
| 1990年 | 31 | カナダ           | 12     | キューバ       | ニカラグア           | 韓国                 |
| 1994年 | 32 | ニカラグア       | 16     | キューバ       | 韓国                 | 日本                 |
| 1998年 | 33 | イタリア         | 16     | キューバ       | 韓国                 | ニカラグア           |
| 2001年 | 34 | 中華民国（台湾） | 16     | キューバ       | アメリカ             | チャイニーズタイペイ |
| 2003年 | 35 | キューバ         | 16     | キューバ       | パナマ               | 日本                 |
| 2005年 | 36 | オランダ         | 18     | キューバ       | 韓国                 | パナマ               |
| 2007年 | 37 | 中華民国（台湾） | 16     | アメリカ       | キューバ             | 日本                 |
| 2009年 | 38 | イタリア         | 22     | アメリカ       | キューバ             | カナダ               |
| 2011年 | 39 | パナマ           | 16     | オランダ       | キューバ             | カナダ               |

- 第37回大会で、パナマに出場選手登録規定違反が認められてリーグ戦2試合が没収試合となった結果、準々決勝に進出するチーム入れ替わるハプニングが起きた。[9]

### 第20回（1972年）
当時の史上最多となる16チームが出場し総当たり戦を行った。初参加の日本代表は、川島勝司監督以下、第43回都市対抗野球大会で優勝した日本楽器の選手を主体として編成された。新美敏、池谷公二郎を擁する投手陣が好調で開幕から12戦連続で自責点ゼロを記録した一方、打撃陣はチーム打率.243と不振であった。チームはいずれもエラー絡みの失点により、チャイニーズタイペイ、キューバ、パナマに敗れ優勝争いから脱落した。最終成績は11勝4敗の4位。優勝は14勝1敗のキューバであった。

### 第21回・第22回（1973年）
国際組織の分裂により、11月から12月にかけてFIBAが主催する大会とFEMBAが主催する大会が並行して開催された。FIBAがキューバで開催した大会ではキューバが14戦全勝で優勝した。FEMBAがニカラグアで開催した大会ではアメリカが10戦全勝で優勝した。メキシコとプエルトリコの2チームのみが両方の大会に出場した。日本代表は9月にイタリアで開催された第1回インターコンチネンタルカップに出場し優勝を飾ったが、11月の国際大会にはいずれも出場しなかった。

### 第23回（1974年）
FEMBAがアメリカで大会を開催し、アメリカが2連覇を果たした。日本代表は不参加であったが、同時期にキューバを訪れ、各州の代表チーム、及びキューバ代表と親善試合を行っている。（同年7月にはキューバ代表が初来日していた。）

### 第24回（1976年）
国際組織がAINBAに統一されて初めて開催された大会。11か国が総当たり戦を行った。（参加を予定していたアメリカ、グアテマラ、ホンジュラスは各種事情により参加しなかった。）、8勝2敗でキューバとプエルトリコが並んだが、プエルトリコがプレーオフを棄権したため、キューバの優勝が決定した。日本代表は第47回都市対抗野球大会で優勝した日本鋼管の選手を主体として編成され、監督は熊谷組の古田昌幸が務めた。最終成績は7勝3敗で3位タイであった。

### 第25回（1978年）
11か国が総当たり戦を行った。キューバが10戦全勝で優勝を飾った。日本代表の監督は北海道拓殖銀行の西村博司が務めた。日本代表は本大会前にハーレムベースボールウィークに初出場し、キューバから初勝利を挙げて優勝していたが、本大会ではキューバに敗れたほか、アメリカと韓国にも敗れ、最終成績は7勝3敗で4位であった。

### 第26回（1980年）
12か国が後楽園球場をメイン会場に横浜スタジアム、西武球場を併用して、総当たり戦を行った。キューバが11戦全勝で3連覇を果たした。キューバは前々回大会から24連勝となった。日本代表の監督は元早大監督の石井藤吉郎が務めた。日本代表には大学生も候補に入れて選考を行った結果、社会人選手19名と、東海大の原辰徳が選出された。8勝1敗で迎えた10戦目に優勝を懸けてキューバと対戦したが、快速球投手のブラウディリオ・ビネンに完封を喫し、竹本由紀夫が7回に決勝ホームランを浴びた。最終成績は9勝2敗で2位タイであった。

### 第27回（1982年）
10か国が総当たり戦を行った。キューバは不出場であり、8勝1敗の韓国が優勝した。日本代表の監督は石井藤吉郎が務めた。今大会の日本代表は社会人選手のみで構成された。最終戦で優勝を懸けて韓国と対戦したが、8回に韓大化の3ランなどで逆転を許した。最終成績は7勝2敗で2位であった。

### 第28回（1984年）
13か国が2グループに分かれて予選を行った後、決勝リーグで8チームが総当たり戦を行った。決勝リーグで6勝1敗のキューバが優勝した。日本代表の監督は日産の田中久幸（田中秀太の実父）が務めた。決勝リーグではニカラグアにサヨナラ負け、キューバには大敗を喫し、優勝争いから脱落した。最終成績（決勝リーグ）は3勝4敗で4位であった。

### 第29回（1986年）
開催期間が7月後半と都市対抗野球大会と重なったため、日本からは学生選抜チームが出場し、最終成績は5位であった。

## 獲得メダル総数
| 順 | 国・地域             | 金 | 銀 | 銅 | 計 |
| -- | -------------------- | -- | -- | -- | -- |
| 1  | キューバ             | 25 | 4  | 2  | 31 |
| 2  | アメリカ             | 4  | 7  | 5  | 16 |
| 3  | ベネズエラ           | 3  | 2  | 4  | 9  |
| 4  | コロンビア           | 2  | 2  | 2  | 6  |
| 5  | 韓国                 | 1  | 5  | 2  | 8  |
| 6  | プエルトリコ         | 1  | 4  | 4  | 9  |
| 7  | ドミニカ共和国       | 1  | 3  | 2  | 6  |
| 8  | オランダ             | 1  | 0  | 0  | 1  |
| 9  | イギリス             | 1  | 0  | 0  | 1  |
| 10 | ニカラグア           | 0  | 5  | 5  | 10 |
| 11 | メキシコ             | 0  | 4  | 1  | 5  |
| 12 | 日本                 | 0  | 1  | 5  | 6  |
| 13 | チャイニーズタイペイ | 0  | 1  | 3  | 4  |
| 14 | パナマ               | 0  | 1  | 2  | 3  |
| 15 | カナダ               | 0  | 0  | 2  | 2  |

## 日本人選手の表彰

### 最優秀選手
- 第35回大会　吉浦貴志（日産自動車外野手）

### 投手部門（最多勝）
- 第25回大会　森繁和（住友金属）
- 第27回大会　長冨浩志（国士舘大学）
- 第30回大会　石井丈裕（プリンスホテル）
- 第33回大会　上原浩治（大阪体育大学）、矢野英司（法政大学）

### 打者部門（首位打者）
- 第20回大会　大場勝（日本楽器）

## 参考資料
- "Baseball World Cup," The Official Site of the International Baseball Federation. 2011年12月4日閲覧。
- 軍司貞則 『翔べ、バルセロナへ 野球を五輪競技にした男たち』 講談社〈講談社文庫〉、1992年、ISBN 4-06-185225-6。